# Andreas Franz
Andreas Franz (Fürth, 27 giugno 1897 – 2 maggio 1970) è stato un calciatore tedesco, di ruolo attaccante.